# Аполеђа (Ријети)
Аполеђа је насеље у Италији у округу Ријети, региону Лацио.
Према процени из 2011. у насељу је живело 91 становника. Насеље се налази на надморској висини од 494 м.